# Памятник Н. К. Рериху в Санкт-Петербурге
Памятник Н. К. Рериху в Санкт-Петербурге — открыт 9 ноября 2010 года в Санкт-Петербурге. Памятник из карельского гранита высотой 3,5 метра установили в саду «Василеостровец» на пересечении Большого проспекта с 25-й линией Васильевского острова. Скульптор В. В. Зайко и архитектор Ю. Ф. Кожин.

## История создания памятника

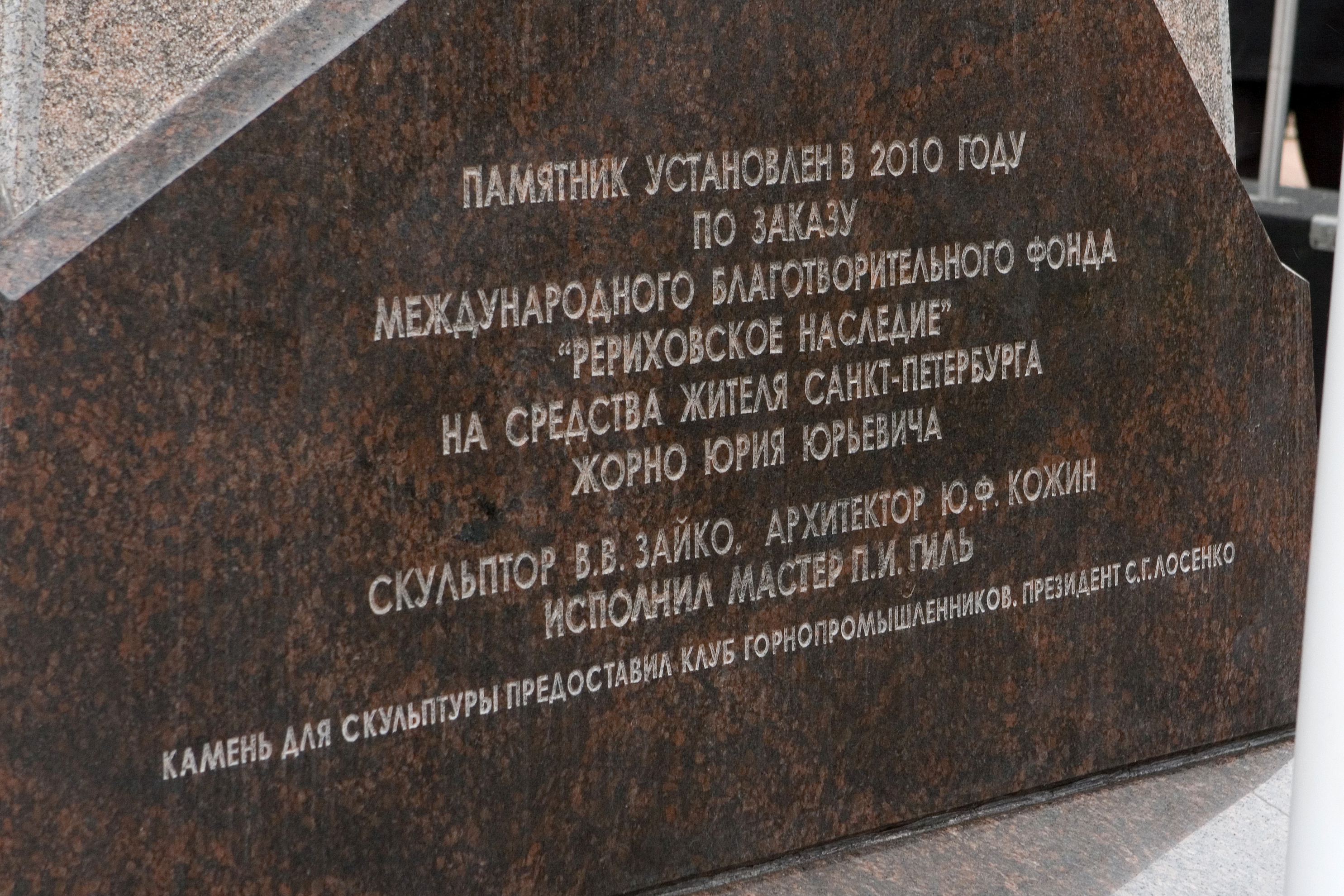
Табличка на памятнике Н. К. Рериху в Санкт-Петербурге

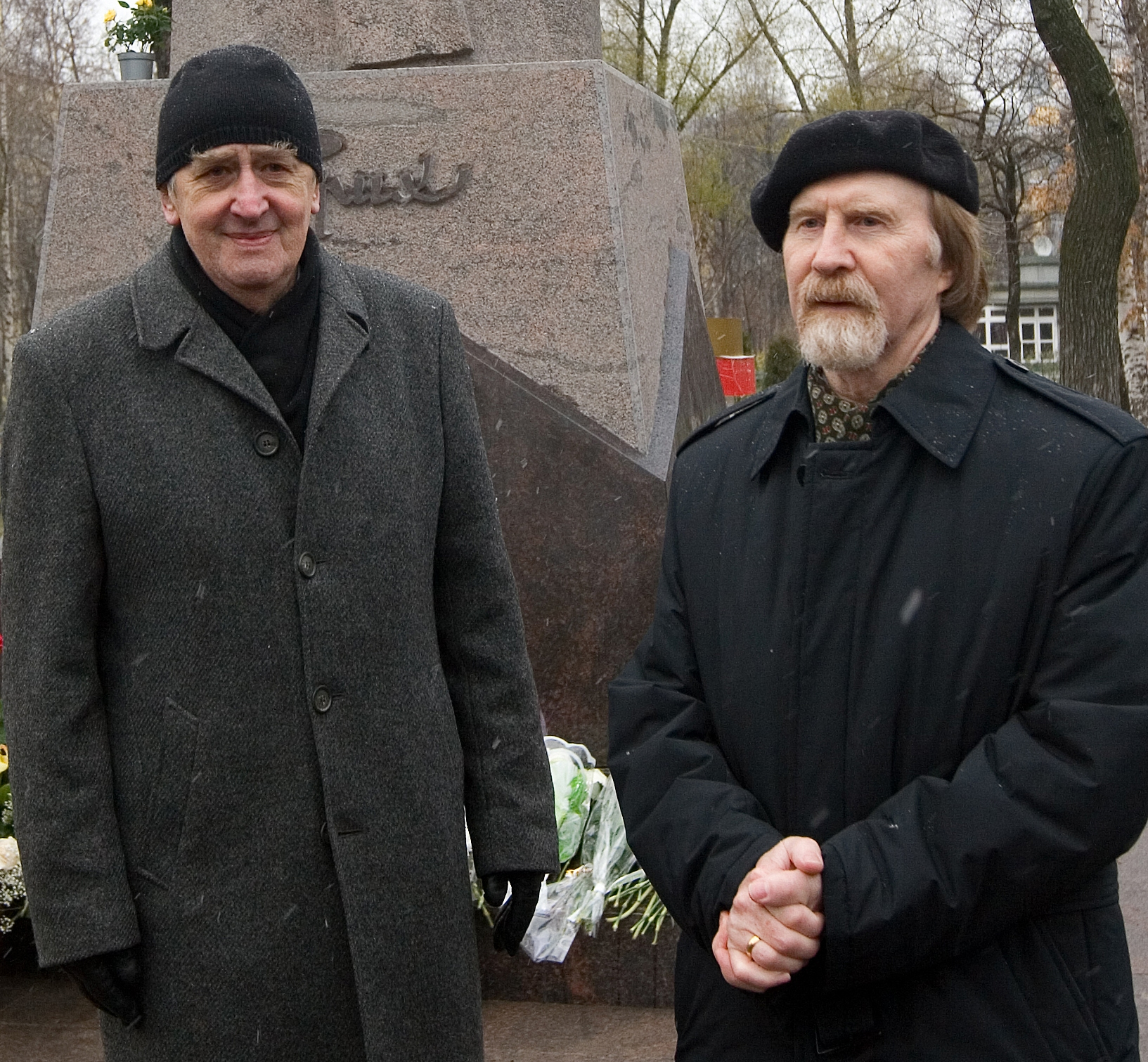
Авторы памятника - скульптор В.В. Зайко и архитектор Ю.Ф. Кожин.JPG

Проект памятника создал скульптор Виктор Владимирович Зайко. 16 апреля 2002 года Градостроительный Совет одобрил проект. 
Место для установки памятника выбрано не случайно. С Васильевским островом связана значительная часть жизни Николая Константиновича Рериха. Художник родился 27 сентября (9 октября) 1874 г. в Петербурге, на Васильевском острове, на Университетской набережной. С Васильевским островом связаны годы учения и становления художника. Здесь находилась гимназия К. И. Мая, где он получил среднее образование. Затем Рерих учился одновременно в Академии художеств и на юридическом факультете Петербургского университета. Будучи студентом, Николай Константинович участвовал в деятельности Императорского Русского археологического общества. Также на Васильевском острове в церкви Императорской Академии художеств проходило венчание Николая Рериха и Елены Шапошниковой.
17 февраля 2006 года Валентина Матвиенко, губернатор Санкт-Петербурга, подписала постановление Правительства Санкт-Петербурга № 156 «Об установке памятника Н. К. Рериху».